# Malta no Festival Eurovisão da Canção 2010
Malta foi o décimo sexto país a confirmar a sua presença no Festival Eurovisão da Canção 2010, a 27 de Maio de 2009. Com esta participação, Malta realiza a sua vigésima terceira participação no Festival Eurovisão da Canção. Para eleger o seu representante, Malta deverá utilizar o seu EuroSong/Euro Showbox para eleger o seu representante. No último ano, em 2009, Malta conseguiu alcançar o 22º lugar (entre 25), com 31 votos.

## Selecção Nacional
Em 2010, Malta continuará a utilizar o seu sistema de escolha do representante, no entanto haverá a novidade de que apenas poderão concorrer e escrever músicas pensadas e realizadas por cidadãos malteses apenas.

### Semifinals
On 4 December after three days of judging PBS released the names of the 36 competing songs. These include two fomer Eurovision representatives: Mike Spiteri (1995) and Miriam Christine (1996), as well as many names familiar to the Maltese Eurovision selection process.
After judging the 36 songs on 4 December PBS later announced the running order and semifinal allocation of each of the 36 songs. The six semifinals will be held weekly from 9 December to 13 January.

#### 1 Semifinal
A primeira semifinal realizar-se-á a 9 de Dezembro de 209.
| # | Artista         | Canção              | Compositor - Letrista                              |
| - | --------------- | ------------------- | -------------------------------------------------- |
| 1 | Raquela         | "Here I Am"         | Philip Vella, Gerard James Borg                    |
| 2 | Ally            | "Curiosity"         | Elton Zarb, Gerard James Borg                      |
| 3 | Richard Edwards | "Change"            | Richard Micallef                                   |
| 4 | Foxy Federation | "Fired Up"          | Philip Vella, Gerard James Borg                    |
| 5 | Klinsmann       | "Her Name Was Anne" | Jonathan Spiteri & Klinsmann Coleiro, Aldo Spiteri |
| 6 | J.Anvil         | "Mirage"            | Andrew Zahra, Deo Grech                            |

#### 2 Semifinal
A segunda semifinal da selecção maltesa realizar-se-á a 16 de Dezembro de 2009.
| # | Artista                 | Canção                    | Compositor - Letrista                           |
| - | ----------------------- | ------------------------- | ----------------------------------------------- |
| 1 | Aldo Busuttil           | "Pizzicato"               | Philip Vella, Alfred C. Sant                    |
| 2 | Claudia Faniello        | "Samsara"                 | Philip Vella, Gerard James Borg                 |
| 3 | Claire Galea            | "Ole Satschmo Blues"      | Claire Galea, Erin Stewart Tanti & Claire Galea |
| 4 | Godwin Lucas & Eve Daly | "The Best Years"          | Carm Fenech                                     |
| 5 | Josef Tabone            | "Who Cares?"              | Elton Zarb, Rita Pace                           |
| 6 | Glen Vella              | "Just A Little More Love" | Paul Giordimaina, Fleur Balzan                  |

#### 3 Semifinal
A terceira semifinal da selecção maltesa realizar-se-á a 23 de Dezembro de 2009.
| # | Artista          | Canção                    | Compositor - Letrista               |
| - | ---------------- | ------------------------- | ----------------------------------- |
| 1 | Miriam Christine | "Beautiful Contradiction" | Miriam Christine, Gerard James Borg |
| 2 | Thea Garrett     | "My Dream"                | Jason Paul Cassar, Sunny Aquilina   |
| 3 | Tiziana Calleja  | "Words are Not Enough"    | John David Zammit, Paul Callus      |
| 4 | Eleanor Spiteri  | "Velvet Ocean"            | Paul Abela, Joe Julian Farrugia     |
| 5 | Francesca Borg   | "I Surrender"             | Dominic Cini, Mario J Caruana       |
| 6 | Eleonor Cassar   | "Choices"                 | Paul Giordimaina, Fleur Balzan      |

#### 4 Semifinal
A quarta semifinal da selecção maltesa realizar-se-á a 30 de Dezembro de 2009.
| # | Artista              | Canção                    | Compositor - Letrista               |
| - | -------------------- | ------------------------- | ----------------------------------- |
| 1 | Audrey Marie Bartolo | "Good Intentions"         | Miriam Christine, Rita Pace         |
| 2 | Wayne Micallef       | "Save A Life"             | Wayne Micallef                      |
| 3 | Ryan Dale & Duminka  | "One For You"             | Ryan Dale, Jon Lukas                |
| 4 | Mike Spiteri         | "Twenty Thousand Leagues" | Ray Agius, Alfred C. Sant           |
| 5 | Cynthia Attard       | "If I Knew"               | Miriam Christine, Gerard James Borg |
| 6 | Dario Bezzina        | "Grave Dancers"           | Chan Vella, Alexia Schembri         |

#### 5 Semifinal
A quinta semifinal da selecção maltesa realizar-se-á a 6 de Janeiro de 2010.
| # | Artista                       | Canção               | Compositor - Letrista             |
| - | ----------------------------- | -------------------- | --------------------------------- |
| 1 | Petra Zammit                  | "All I Need"         | Andrew Zammit, Keith Zammit       |
| 2 | Pamela Bezzina                | "Hold On"            | Paul Giordimaina, Fleur Balzan    |
| 3 | Nadine Axisa & Clifford Galea | "Once in a Lifetime" | Jason Paul Cassar, Mario Farrugia |
| 4 | Pricilla & Kurt               | "Waterfall"          | Mark Debono, Rita Pace            |
| 5 | Baklava                       | "Euphoria"           | Philip Vella, Gerard James Borg   |
| 6 | Rosman Pace                   | "Hypnotized"         | Rosman Pace                       |

#### 6 Semifinal
A sexta semifinal da selecção maltesa realizar-se-á a 13 de Janeiro de 2010.
| # | Artista         | Canção               | Compositor - Letrista           |
| - | --------------- | -------------------- | ------------------------------- |
| 1 | Ruth Portelli   | "Three Little Words" | Philip Vella, Gerard James Borg |
| 2 | Roger Tirazona  | "Silver Rain"        | Paul Abela, Joe Julian Farrugia |
| 3 | Jessica Muscat  | "Fake"               | Philip Vella, Gerard James Borg |
| 4 | Silver Clash    | "Broken"             | Robert Parde                    |
| 5 | Lawrence Gray   | "Stories"            | Ray Agius, Godwin Sant          |
| 6 | Dorothy Bezzina | "Moments"            | Chan Vella, Alexia Schembri     |

### Final
| #  | Artista                       | Canção                    | Compositor - Letrista                              |
| -- | ----------------------------- | ------------------------- | -------------------------------------------------- |
| 1  | Dorothy Bezzina               | "Moments"                 | Chan Vella, Alexia Schembri                        |
| 2  | Foxy Federation               | "Fired Up"                | Philip Vella, Gerard James Borg                    |
| 3  | Lawrence Gray                 | "Stories"                 | Ray Agius, Godwin Sant                             |
| 4  | Eleanor Spiteri               | "Velvet Ocean"            | Paul Abela, Joe Julian Farrugia                    |
| 5  | Claudia Faniello              | "Samsara"                 | Philip Vella, Gerard James Borg                    |
| 6  | Thea Garrett                  | "My Dream"                | Jason Paul Cassar, Sunny Aquilina                  |
| 7  | Pricilla & Kurt               | "Waterfall"               | Mark Debono, Rita Pace                             |
| 8  | Nadine Axisa & Clifford Galea | "Once in a Lifetime"      | Jason Paul Cassar, Mario Farrugia                  |
| 9  | Glen Vella                    | "Just A Little More Love" | Paul Giordimaina, Fleur Balzan                     |
| 10 | Audrey Marie Bartolo          | "Good Intentions"         | Miriam Christine, Rita Pace                        |
| 11 | Klinsmann                     | "Her Name Was Anne"       | Jonathan Spiteri & Klinsmann Coleiro, Aldo Spiteri |
| 12 | Claire Galea                  | "Ole Satschmo Blues"      | Claire Galea, Erin Stewart Tanti & Claire Galea    |
| 13 | Wayne Micallef                | "Save A Life"             | Wayne Micallef                                     |
| 14 | Petra Zammit                  | "All I Need"              | Andrew Zammit, Keith Zammit                        |
| 15 | Ryan Dale & Duminka           | "One For You"             | Ryan Dale, Jon Lukas                               |
| 16 | Eleonor Cassar                | "Choices"                 | Paul Giordimaina, Fleur Balzan                     |
| 17 | Silver Clash                  | "Broken"                  | Robert Parde                                       |
| 18 | Tiziana Calleja               | "Words are Not Enough"    | John David Zammit, Paul Callus                     |
| 19 | Ruth Portelli                 | "Three Little Words"      | Philip Vella, Gerard James Borg                    |
| 20 | Pamela Bezzina                | "Hold On"                 | Paul Giordimaina, Fleur Balzan                     |